# Lori Lightfoot
Lori Elaine Lightfoot, född 4 augusti 1962 i Massillon i Ohio, är en amerikansk jurist och demokratisk politiker. I april 2019 valdes hon till borgmästare i Chicago.
Lightfoot har tidigare arbetat som federal åklagare.
Med 74 procent av rösterna valdes hon till borgmästare i april 2019. Hon blev därmed historisk då hon är den första svarta kvinna att utses till Chicagos borgmästare och även den första öppet homosexuella personen att inneha ämbetet. Hon efterträder Rahm Emanuel.